# مسجد اللاهوت
مسجد اللاهوت وهو مسجد يقع في مدينة واكام في السنغال. بني عام 1997 ويحتوي على مئذنتين ويطل المسجد على المحيط الأطلسي، حيث يقع المسجد بالقرب من الشاطئ عند الكورنيش الغربي.

## تاريخ
جاءت الفكرة الأصلية لبناء المسجد لأول مرة من محمد جورجي سيني غييه. حيث جاء بهذه الفكرة في عام 1973. ومع ذلك، تم بناء المبنى الفعلي من قبل الشيخ نجوم ، ولم يكتمل حتى عام 1997. و لم يتم دفع أي أموال لأي شخص أثناء البناء.

## هندسة عامة
يبلغ ارتفاع مئذنة المسجد 45 مترا. 